# Tadeusz Maria Rudkowski
Tadeusz Maria Rudkowski (ur. 6 maja 1920 we Lwowie, zm. 2 września 2014 w Piasecznie) – polski historyk sztuki, konserwator zabytków, współzałożyciel Stowarzyszenia Konserwatorów Zabytków oraz przewodniczący głównej komisji konserwatorskiej Stowarzyszenia Historyków Sztuki.

## Życiorys
Kierował działem naukowo-konserwatorskim Przedsiębiorstwa Państwowego Pracownie Konserwacji Zabytków, przez wiele lat pracował również w Instytucie Sztuki Polskiej Akademii Nauk.
Był wieloletnim działaczem Społecznego Komitetu Opieki nad Starymi Powązkami, a także działaczem na rzecz opieki nad cmentarzami polskimi na dawnych Kresach Wschodnich.  Członek honorowy Polskiego Komietetu Narodowego oraz przewodniczący jego Komisji Rewizyjnej Międzynarodowej Rady Ochrony Zabytków i Miejsc Historycznych (ICOMOS), a także działacz Społecznego Komitetu Odnowy Zabytków Krakowa. Był współzałożycielem oraz prezesem i wiceprezesem Zarządu Głównego Towarzystwa Opieki nad Zabytkami. 
W latach 2002−2012 członek Jury ogólnopolskiego konkursu „Modernizacja Roku & Budowa XXI w.“.
Został pochowany na cmentarzu ewangelicko-augsburskim w Warszawie (aleja 52, grób 12).

## Wybrane odznaczenia
- Złoty Medal „Zasłużony Kulturze Gloria Artis”[4]

## Wybrane publikacje
- Cmentarz Powązkowski w Warszawie (Ossolineum, Wrocław-Warszawa-Kraków 2006. ISBN 83-04-04741-1)